# Gheorghe Gruia
Gheorghe Gruia, romunski rokometaš, * 2. oktober 1940, Bukarešta, † 9. december 2015, Ciudad de México, Mehika.
Leta 1972 je na poletnih olimpijskih igrah v Münchnu v sestavi romunske rokometne reprezentance osvojil bronasto olimpijsko medaljo.